# 다지리촌 (오사카부)
다지리촌(田尻村)은 오사카부 노세군·도요노군에 설치되었던 촌이다. 현재의 노세정에 해당한다.